# Општина Михалц (Алба)
Михалц (рум. Mihalţ) општина је у Румунији у округу Алба.
Oпштина се налази на надморској висини од 226 m.